# Colorant carbonyle
Les colorants carbonyle  sont une famille de colorants organiques dont la structure chimique comporte au moins deux groupes carbonyle conjugués. On compte notamment dans cette famille les colorants anthraquinoniques (alizarine, carmin, …) et les colorants indigoïques (indigo, pourpre de Tyr, …).
Un des principaux avantages des colorants carbonyles est la possibilité de réduire les groupes carbonyles en diénols solubles dans l'eau (colorants de cuve), ce qui présente un grand intérêt pour les applications industrielles. De plus, ces composés peuvent se voir introduit des groupes donneurs d'électrons, ce qui décale le pic d'absorption maximale du composé et permet de lui faire prendre une teinte dans n'importe quelle région du spectre visible.